# Sophia (robot)
Sophia este un robot umanoid dezvoltat de către compania Hanson Robotics din Hong Kong. Ea a fost concepută pentru a învăța și a se adapta la comportamentul uman pentru a lucra cu oameni și a fost intervievată în întreaga lume. În octombrie 2017, ea a devenit cetățean al Arabiei Saudite, fiind primul robot care a primit vreodată cetățenia unei țări.

## Istoria
Potrivit spuselor sale, Sophia a fost activată pe data de 19 aprilie 2015. Ea a fost creată după modelul actriței Audrey Hepburn și este recunoscută pentru aparența și comportamentul său uman, spre deosebire de alte variante de roboți. Conform producătorului, David Hanson, Sophia are inteligență artificială, prelucrare vizuală a datelor și recunoaștere facială. Sophia imită, de asemenea, gesturile și expresiile faciale umane și este capabilă să răspundă la anumite întrebări și să poarte simple conversații pe subiecte predefinite (de exemplu, despre vreme). Robotul se folosește de tehnologia de recunoaștere a vocii dezvoltată din Alphabet Inc. (compania-mamă a Google) și este proiectată pentru a deveni mai inteligentă de-a lungul timpului. Software-ul inteligent este proiectat de SingularityNET. Programul de inteligență artificiala analizează conversațiile și extrage date, care permite o îmbunătățire a răspunsurilor în viitor. Conceptual e similară cu programul ELIZA, una din primele încercări de a simula o conversație umană.
Hanson a proiectat-o pe Sophia pentru a fi o companie potrivită pentru persoanele în vârstă din aziluri sau pentru a ajuta mulțimile de oameni de la evenimente mari sau din parcuri. El speră că va putea a interacționa cu alți oameni suficient pentru a obține, în cele din urmă, abilitățile sociale.

## Evenimente
Sophia a fost intervievată în același mod ca și un om de unele gazde de emisiuni. Câteva răspunsuri au fost lipsite de sens, în timp ce altele au fost impresionante, cum a fost discuția îndelungată cu Charlie Rose la emisiunea 60 de Minute. Într-o emisiune pentru CNBC, atunci când intervievatorul și-a exprimat îngrijorarea cu privire la comportamentul roboților, Sophia a glumit că el a "citit prea mult din Elon Musk. Și s-a uitat la prea multe filme de la Hollywood". Musk a postat pe twitter că Sophia ar putea viziona Nașul și a sugerat: "care e cel mai rău lucru care s-ar putea întâmpla?"
Pe 11 octombrie 2017, Sophia a fost prezentată la Națiunile Unite, unde a purtat o scurtă conversație cu secretarul general adjunct al Națiunilor Unite, Amina J. Mohammed. Pe 25 octombrie, la Summit-ul Future Investment din Riyadh, i-a fost acordată cetățenia statului Arabia Saudită, devenind astfel primul robot care a primit / avut vreodată cetățenie. Acest lucru a atras multe controverse, unii comentatori întrebându-se dacă acest lucru înseamnă că Sophia ar putea vota sau s-ar putea căsători, sau dacă o închidere deliberată a sistemului poate fi considerată o crimă / infracțiune. Utilizatorii social media s-au folosit de acest prilej pentru a critica încălcările drepturilor omului în Arabia Saudită.